# Novohradské podhůří
Novohradské podhůří je geomorfologický celek na jihovýchodě Šumavské hornatiny. Jedná se o soubor sníženin, pahorkatin i členitých kerných pohoří. Dosahuje střední nadmořské výšky 556 m, maximální výška je 871 m (Kohout). Vltava, Malše a jejich přítoky vytvářejí hluboce zaříznutá, místy až kaňonovitá údolí.

## Geomorfologické podcelky a okrsky
- Kaplická brázda
  - Kroclovská pahorkatina
  - Velešínská pahorkatina
  - Netřebický práh
  - Stradovská kotlina
  - Dolnodvořišťská sníženina
  - Cetvinská kotlina
- Stropnická pahorkatina
  - Strážkovická pahorkatina
  - Rychnovská pahorkatina
- Soběnovská vrchovina
  - Pořešínská pahorkatina
  - Slepičí hory
  - Ličovská kotlina
  - Hodonický hřbet
  - Malontská sníženina
  - Bukovský hřbet
- Hornodvořišťská sníženina
- Klopanovská vrchovina

## Geologická stavba
Největší část Novohradského podhůří je tvořena krystalinickými horninami (žuly moldanubického plutonu a cordieritické ruly jeho pláště, svorové ruly a svory). V Kaplické brázdě se nacházejí zbytky neogenních usazenin.